# Ahmad Beg
Ahmad Beg (in azero Gödək Əhməd; in persiano احمد گوده‎; nato Sultanzade Ahmed Bey e noto anche come Sultano Ahmad, Ahmad Göde o Gövde Ahmad; Costantinopoli o Sivas, 1476 – Isfahan, 14 dicembre 1497) è stato un principe ottomano e sovrano di Ak Koyunlu.

## Origini
Ahmad Beg nacque come Sultanzade Ahmed Bey a Costantinopoli o a Sivas nel 1476. Sua madre era Gevherhan Hatun, figlia del sultano ottomano Mehmed II e sorella del sultano Bayezid II, e suo padre Ughurlu Muhammad, principe di Ak Koyunlu, che era fuggito nell'Impero Ottomano dopo aver tentato di rovesciare suo padre, Uzun Hassan, e prendere il trono.
Rimase orfano di padre a circa un anno, quando suo padre fu ucciso in nuovo tentativo di reclamare il trono col sostegno dell'esercito ottomano. Crebbe perciò alla corte ottomana di suo nonno Mehmed II prima e di suo zio Bayezid II dopo. Bayezid, in particolare, gli era molto legato e alla fine gli offrì sua figlia Aynışah Sultan in moglie.
Era descritto da Hasan Beg Rumlu come basso (da qui il soprannome Göde, basso) e tozzo, con la carnagione "bianca e rossa".
Nel 1497 Ahmad, raccolta attorno a lui un'ampia coalizione in suo sostegno, partì da Erzincan per reclamare a sua volta il trono di Ak Koyunlu, lasciando a Costantinopoli la moglie incinta e le due figlie avute da lei.

## Regno
Nel maggio 1497 sconfisse suo cugino Rustam Beg, diventando il nuovo sultano di Ak Koyunlu. Venne incoronato a Tabriz il 17 maggio 1497. Rustam Beg morì circa un mese dopo, in un tentativo di riprendersi il trono con l'aiuto di un esercito Qajar di Gəncə. Tuttavia, Ak Koyunlu non riconobbe l'autorità di Ahmad e si spaccò in territori rivali, che proclamarono ognuno un proprio sultano. Ad esempio Kerman, sotto la guida di Ayba Sultan, proclamò sultano Murad Beg, figlio del defunto sultano Yaqub Beg, zio di Ahmad. Quando Murad fu imprigionato a Rûyindiz, Ayba Sultan si sottomise a Alvand Beg. Altri sultani autoproclamati furono Qasem Beg in Diyarbakır e Muhammad Beg in Persia e Fars.

## Morte
Nel tentativo di compattare il suo dominio, Ahmad ingaggiò battaglia contro i rivali, ma venne ucciso il 14 dicembre 1497 a Isfahan. Dopo la sua morte, il regno di Ak Koyunlu andò incontro a una definitiva disgregazione.

## Famiglia
Ahmad Beg sposò sua cugina Aynışah Sultan, figlia del sultano ottomano Bayezid II, il quale era il fratello minore della madre di Ahmad, Gevherhan Hatun.
Insieme ebbero due figlie e un figlio:
- Neslihan Hanimsultan. Sposò suo cugino Şehzade Alaeddin (figlio di Şehzade Ahmed, figlio di Bayezid II). Ebbero una figlia, Hvandi Sultan, sposata con Sunullah Bey, governatore di Kastamonu.
- Hanzade Hanimsultan. Sposò nel 1508 suo cugino Sultanzade Yahyapaşaoğlu Bali Bey (figlio di Şahzade Sultan, figlia di Bayezid II). Il matrimonio fu fallimentare. La coppia si separò presto e Hanzade si rese nota per una serie di adulteri, prima con un uomo di Skopje (che venne giustiziato con la sua famiglia), poi uno studente coranico di Costantinopoli (dove era tornata senza permesso), Dellakoğlu Bak, a cui diede una figlia illegittima morta all'età di sei mesi, e infine, alla sua morte per malaria, con il fratello di quest'ultimo. In una lettera al sultano Selim I, scritta probabilmente da suo figlio Solimano e in cui erano elencate le trasgressioni della principessa, venne attribuita la colpa alla sua ricchezza "illimitata e senza pari" e alla connivenza dei suoi servi.
- Sultanzade Zeyneddin Bey (1497 - 1508). Nacque lo stesso giorno in cui venne ricevuta la notizia della presa del trono di Ak Koyunlu da parte di suo padre Ahmed.